# 下扎岗遗址
下扎岗遗址，位于中国青海省循化县道帏乡王家村，为青海省市县级文物保护单位，公布日期为1987年5月12日，类型为古遗址。
下扎岗遗址的历史年代为卡约文化。